# Tỉnh (Argentina)

Các tỉnh của Argentina

Argentina được chia ra làm 23 tỉnh (tiếng Tây Ban Nha: provincias, số ít: provincia) và một thành phố tự trị (Ciudad autónoma de Buenos Aires). Thành phố và các tỉnh của Argentina đều có hiến pháp riêng nhưng đều tồn tại dưới một hệ thống liên bang.

## Dân số
| Tỉnh                | Thủ phủ               | Dân số (2001) | Xếp hạng | Diện tích (km²) | Xếp hạng | Mật độ dân số (/km²) | Xếp hạng |
| ------------------- | --------------------- | ------------- | -------- | --------------- | -------- | -------------------- | -------- |
| Buenos Aires        | -                     | 2.776.138     | 4        | 203             | 24       | 13.675,6             | 1        |
| Buenos Aires        | La Plata              | 13.827.203    | 1        | 307.571         | 1        | 44.95                | 3        |
| Catamarca           | S.F.V. de Catamarcaa  | 334.568       | 20       | 102.602         | 11       | 3.26                 | 19       |
| Chaco               | Resistencia           | 984.446       | 9        | 99.633          | 12       | 9.90                 | 11       |
| Chubut              | Rawson                | 413.237       | 18       | 224.686         | 3        | 1.84                 | 23       |
| Córdoba             | Córdoba               | 3.066.801     | 2        | 165.321         | 5        | 18.60                | 6        |
| Corrientes          | Corrientes            | 930.991       | 11       | 88.199          | 16       | 10.60                | 10       |
| Entre Ríos          | Paraná                | 1.158.147     | 7        | 78.781          | 17       | 14.70                | 7        |
| Formosa             | Formosa               | 486.559       | 16       | 72.066          | 19       | 6.75                 | 14       |
| Jujuy               | San Salvador de Jujuy | 611.888       | 14       | 53.219          | 20       | 11.50                | 8        |
| La Pampa            | Santa Rosa            | 299.294       | 21       | 143.440         | 8        | 2.00                 | 22       |
| La Rioja            | La Rioja              | 289.983       | 22       | 89.680          | 14       | 3.23                 | 20       |
| Mendoza             | Mendoza               | 1.579.651     | 5        | 148.827         | 7        | 10.61                | 9        |
| Misiones            | Posadas               | 965.522       | 10       | 29.801          | 21       | 32.40                | 4        |
| Neuquén             | Neuquén               | 474.155       | 17       | 94.078          | 13       | 5.00                 | 16       |
| Río Negro           | Viedma                | 552.822       | 15       | 203.013         | 4        | 2.72                 | 21       |
| Salta               | Salta                 | 1.079.051     | 8        | 155.488         | 6        | 6.94                 | 12       |
| San Juan            | San Juan              | 620.023       | 13       | 89.651          | 15       | 6.92                 | 13       |
| San Luis            | San Luis              | 367.933       | 19       | 76.748          | 18       | 4.80                 | 17       |
| Santa Cruz          | Río Gallegos          | 196.958       | 23       | 243.943         | 2        | 0.81                 | 24       |
| Santa Fe            | Santa Fe              | 3.000.701     | 3        | 133.007         | 10       | 22.56                | 5        |
| Santiago del Estero | Santiago del Estero   | 804.457       | 12       | 136.351         | 9        | 5.90                 | 15       |
| Tierra del Fuego    | Ushuaia               | 101.079       | 24       | 21.263b         | 23       | 4.75b                | 18       |
| Tucumán             | San Miguel de Tucumán | 1.338.523     | 6        | 22.524          | 22       | 59.42                | 2        |

a San Fernando del Valle de Catamarca.
b Không bao gồm tuyên bố chủ quyền với quần đảo Falkland hay châu Nam Cực.

## Cờ tỉnh

Cờ các tỉnh của Argentina
Thành phố Buenos Aires
Tỉnh Buenos Aires
Chaco
Chubut
Córdoba
Corrientes
Entre Ríos
Formosa
Jujuy
La Pampa
La Rioja
Mendoza
Misiones
Neuquén
Río Negro
Salta
San Juan
San Luis
Santa Cruz
Santa Fe
Santiago del Estero
Tierra del Fuego
Tucumán

## Liên kết
- Argentine provinces
- (tiếng Tây Ban Nha) Information of Argentine provinces Lưu trữ ngày 18 tháng 5 năm 2012 tại Wayback Machine
- (tiếng Tây Ban Nha) Provincias Argentinas
- (tiếng Tây Ban Nha) Territorial Division Lưu trữ ngày 6 tháng 6 năm 2012 tại Wayback Machine
- Provinces' Flags and Governors since 1983